# Água-marinha (cor)

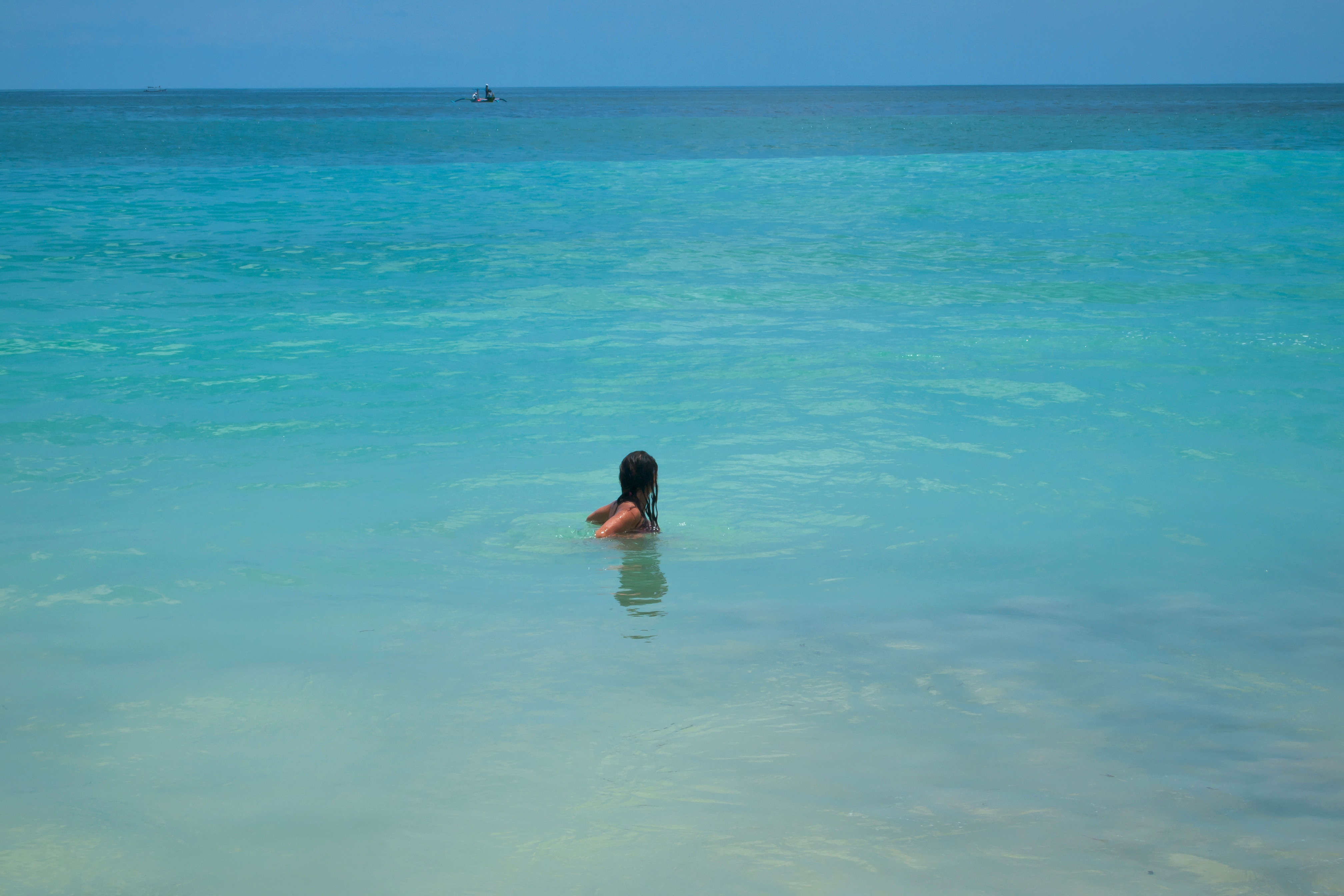
Cor água-marinha, Oceano Índico

Água-marinha é uma cor, entre o verde e o ciano.
É assim nomeada por causa do mineral água-marinha.